# Neotrichoporoides emersoni
Neotrichoporoides emersoni är en stekelart som först beskrevs av Girault 1915.  Neotrichoporoides emersoni ingår i släktet Neotrichoporoides och familjen finglanssteklar. Inga underarter finns listade i Catalogue of Life.